# Marie-Jade Lauriault
Marie-Jade Lauriault (Laval, 10 november 1996) is een in Canada geboren Frans kunstschaatsster die actief is in de discipline ijsdansen. Lauriault en haar echtgenoot Romain Le Gac namen in 2018 deel aan de Olympische Winterspelen in Pyeongchang.

## Biografie
In 2001 begon Lauriault met kunstschaatsen. Ze was acht jaar toen ze van kunstschaatser Pascal Denis les kreeg in het ijsdansen. Kort erna werd ze gekoppeld aan Pierre-Richard Chiasson, met wie ze op de NK van 2013 achtste werd bij de novice.
Na tien jaar was haar carrière met Chiasson afgelopen, maar ze zou niet lang alleen blijven. In juli 2014 werd ze namelijk gekoppeld aan de Fransman Romain Le Gac, die vlak ervoor was verhuisd naar Montreal. De twee besloten voor Frankrijk uit te komen. Ze namen twee keer deel aan zowel de EK als de WK. Zij ontving in december 2017 haar Franse paspoort. In 2018 kwalificeerde het paar zich voor de Olympische Winterspelen in Pyeongchang. Hier werden de twee 17e bij het ijsdansen en 10e met het team.
Lauriault kreeg ook een relatie met Le Gac; zij huwde in december 2015 met hem.

## Persoonlijke records
Lauriault/Le Gac
| records             | punten | datum      | toernooi |
| ------------------- | ------ | ---------- | -------- |
| Hoogste totaalscore | 159.64 | 24-03-2018 | WK       |
| Hoogste korte kür   | 063.50 | 23-03-2018 | WK       |
| Hoogste vrije kür   | 96.14  | 24-03-2018 | WK       |

## Belangrijke resultaten
2012/13 met Pierre-Richard Chiasson, 2014-2020 met Romain Le Gac
| Olympische Spelen                                    |        |        |      |               | 17e 10e (team) |               |               |               |               |               |               |
| Wereldkampioenschap                                  |        |        |      | 21e           | 13e            | 14e           | *             |               |               |               |               |
| Europees kampioenschap                               |        |        |      | 12e           | 12e            | 10e           |               |               |               |               |               |
| Nationaal kampioenschap                              |        | Zilver |      | Zilver        | Zilver         | Zilver        | 4e            |               |               |               |               |
| WK junioren                                          |        |        | 8e   | geen deelname | geen deelname  | geen deelname | geen deelname | geen deelname | geen deelname | geen deelname | geen deelname |
| Junior Grand Prix-finale                             |        |        | 5e   | geen deelname | geen deelname  | geen deelname | geen deelname | geen deelname | geen deelname | geen deelname | geen deelname |
| NK junioren                                          | 8e (*) |        | Goud | geen deelname | geen deelname  | geen deelname | geen deelname | geen deelname | geen deelname | geen deelname | geen deelname |
| * WK afgelast naar aanleiding van de coronapandemie. |        |        |      |               |                |               |               |               |               |               |               |

(*) = bij de novice, in Canada